# Liste der Monuments historiques in Fos (Haute-Garonne)
Die Liste der Monuments historiques in Fos (Haute-Garonne) führt die Monuments historiques in der französischen Gemeinde Fos auf.

## Liste der Bauwerke
| Bezeichnung                  | Beschreibung                  | Standort | Kennzeichnung | Schutzstatus | Datum | Bild |
| ---------------------------- | ----------------------------- | -------- | ------------- | ------------ | ----- | ---- |
| Kirche Saint-Pierre-ès-Liens | Erbaut ab dem 18. Jahrhundert | (Lage)   | PA00094332    | Inscrit      | 1986  |      |